# Tuval
Tuval (hebrejsky תּוּבַל‎, v oficiálním přepisu do angličtiny Tuval) je vesnice typu kibuc v Izraeli, v Severním distriktu, v Oblastní radě Misgav.

## Geografie
Leží v nadmořské výšce 466 metrů, v jižní části Horní Galileji, cca 15 kilometrů východně od břehů Středozemního moře a cca 30 kilometrů na západ od Galilejského jezera. Je situována v regionu nazývaném Chevel Tefen (חבל תפן), na okraji prudkého terénního zlomu Matlul Curim, který na severozápadní straně vystupuje z údolí Bejt ha-Kerem. Západním směrem od kibucu terén klesá a je členěn četnými údolími sezónních toků, zejména vádí Nachal Chamra.
Nachází se cca 105 kilometrů severovýchodně od centra Tel Avivu a cca 25 kilometrů severovýchodně od centra Haify. Tuval obývají Židé, přičemž osídlení v tomto regionu je etnicky smíšené. V údolí Bejt ha-Kerem, přímo pod kibucem, leží bývalé město Šagor, které obývají izraelští Arabové. Na západní straně leží pás měst Džulis, Jirka a Džudejda-Makr, která kromě Arabů obývají i Drúzové. Jediným větším židovským sídlem v okolí je město Karmiel 4 kilometry jihovýchodně od osady. Krajina mezi těmito městskými centry je ovšem postoupena řadou menších židovských vesnic.
Obec Tuval je na dopravní síť napojena pomocí lokální silnice číslo 8544, jež propojuje všechny židovské vesnice na tomto horském masivu.

## Dějiny
Vesnice Tuval byla založena v roce 1980 v rámci programu Micpim be-Galil, který vrcholil na přelomu 70. a 80. let 20. století a v jehož rámci vznikly v Galileji desítky nových židovských vesnic s cílem posílit židovské demografické pozice v tomto regionu a nabídnout kvalitní bydlení kombinující výhody života ve vesnickém prostředí a předměstský životní styl.
Pojmenována byla podle biblické postavy Túbal-kaina, Genesis 4,22, který byl řemeslníkem a obráběčem kovů. Pojmenování vesnice mělo vyjádřit záměr zakladatelů orientovat místní ekonomiku na průmysl. Zakladateli kibucu byli členové židovské mládežnické sionistické organizace ha-Bonim Dror z Anglie a Jihoafrické republiky. Zpočátku šlo o polovojenskou osadu typu Nachal, později proměněna na civilní sídlo.
V Tuval je k dispozici synagoga, obchod, sportovní areály a zařízení předškolní péče o děti. Funguje tu i knihovna.
V roce 2003 prošla vesnice stavební expanzí a rozšířením o novou čtvrť. Výhledově je kapacita obce plánována na 140 rodin.

## Demografie
Obyvatelstvo Tuval je sekulární. Podle údajů z roku 2014 tvořili populaci v Tuval Židé (včetně statistické kategorie "ostatní", která zahrnuje nearabské obyvatele židovského původu ale bez formální příslušnosti k židovskému náboženství).
Jde o menší sídlo vesnického typu s dlouhodobě rostoucím počtem obyvatel. K 31. prosinci 2014 zde žilo 299 lidí. Během roku 2014 populace stoupla o 9,9 %.
| Rok            | 1983 | 1995 | 2001 | 2003 | 2004 | 2005 | 2006 | 2007 | 2008 | 2009 | 2010 | 2011 | 2012 | 2013 | 2014 |
| -------------- | ---- | ---- | ---- | ---- | ---- | ---- | ---- | ---- | ---- | ---- | ---- | ---- | ---- | ---- | ---- |
| Počet obyvatel | 66   | 103  | 165  | 181  | 187  | 191  | 205  | 216  | 230  | 231  | 231  | 233  | 258  | 272  | 299  |